# Liste der Baudenkmäler in Buch am Erlbach
Auf dieser Seite sind die Baudenkmäler in der niederbayerischen Gemeinde Buch am Erlbach zusammengestellt. Diese Tabelle ist eine Teilliste der Liste der Baudenkmäler in Bayern. Grundlage ist die Bayerische Denkmalliste, die auf Basis des Bayerischen Denkmalschutzgesetzes vom 1. Oktober 1973 erstmals erstellt wurde und seither durch das Bayerische Landesamt für Denkmalpflege geführt wird. Die folgenden Angaben ersetzen nicht die rechtsverbindliche Auskunft der Denkmalschutzbehörde.

## Baudenkmäler nach Ortsteilen

### Buch
| Lage                                              | Objekt                                        | Beschreibung | Akten-Nr.             | Bild                                          |
| ------------------------------------------------- | --------------------------------------------- | --- | --------------------- | --------------------------------------------- |
| Hauptstraße 40 / Nähe Erlbacher Straße (Standort) | Katholische Kirche St. Nikolaus               | Saalkirche, kleiner massiver Bau ohne Turm, spätromanisch, wohl 13. Jahrhundert; mit Ausstattung. | D-2-74-121-1 Wikidata | BW                                            |
| Hauptstraße 34 (Standort)                         | Gasthaus                                      | zweigeschossiger Walmdachbau mit Vortreppe und Aufzugsgiebel, wohl noch 18. Jahrhundert. | D-2-74-121-4 Wikidata | Gasthaus                                      |
| Kirchgasse 6 (Standort)                           | Katholische Pfarrkirche St. Peter und Paul    | Saalkirche, Chor und Turmuntergeschosse spätgotisch, 15. Jahrhundert, über Fragmenten eines Vorgängerbaus, Langhaus 1969/70 modernisiert und erweitert, südlich Chorflankenturm mit Spitzhelm, Helm von 1867, Chor durch Strebepfeiler gegliedert; mit Ausstattung. | D-2-74-121-5 Wikidata | weitere Bilder                                |
| Kirchgasse 10, 10a (Standort)                     | Ehemaliges Schulhaus                          | zweigeschossiger Satteldachbau, Ende 19. Jahrhundert. | D-2-74-121-6 Wikidata | Ehemaliges Schulhaus                          |
| Schulstraße 1, 1a, 1b (Standort)                  | Pfarrhof, Pfarrhaus und Nebengebäude          | zweigeschossiger Walmdachbau mit Aufzugsgiebel, barocke Anlage von 1714; Nebengebäude, Wirtschaftsgebäude mit Halbwalmdach, wohl gleichzeitig; Nebengebäude, eingeschossiger Bau mit Halbwalmdach, wohl gleichzeitig.                                               | D-2-74-121-7 Wikidata | Pfarrhof, Pfarrhaus und Nebengebäude          |
| Nähe Hauptstraße (Standort)                       | Kriegerdenkmal für die Gefallenen von 1870/71 | Eichenstamm mit Helm und Schriftrolle, Sandstein. | D-2-74-121-8 Wikidata | Kriegerdenkmal für die Gefallenen von 1870/71 |

### Freidling
| Lage                  | Objekt                                  | Beschreibung | Akten-Nr.              | Bild |
| --------------------- | --------------------------------------- | --- | ---------------------- | ---- |
| Haus Nr. 3 (Standort) | Katholische Filialkirche St. Margaretha | Saalkirche mit Westturm, Rokokobau mit Putz- und Lisenengliederung, Turm mit Spitzhelm, Geschossgliederung und Blendnischen, Mitte 18. Jahrhundert; mit Ausstattung. | D-2-74-121-22 Wikidata | BW   |

### Gastorf
| Lage                  | Objekt         | Beschreibung                                                                                                   | Akten-Nr.              | Bild |
| --------------------- | -------------- | --- | ---------------------- | ---- |
| Haus Nr. 1 (Standort) | Nischenfiguren | Drei Nischenfiguren, Heiligenfigur flankiert von Engeln, 17. Jahrhundert, im nördlichen Giebel des Wohnhauses. | D-2-74-121-10 Wikidata | BW   |

### Holzen
| Lage                    | Objekt                         | Beschreibung | Akten-Nr.              | Bild                           |
| ----------------------- | ------------------------------ | --- | ---------------------- | ------------------------------ |
| Haus Nr. 5 (Standort)   | Katholische Kirche St. Michael | Saalkirche, Rokoko-Anlage mit Westturm, Gliederung des Baus durch Lisenen und Friesbänder, am Chor Attikazone mit Okuli, Turm viergeschossig mit rundbogigen Blendnischen und Zwiebelhaube, von Johann Baptist Lethner, 1753; mit Ausstattung. | D-2-74-121-11 Wikidata | Katholische Kirche St. Michael |
| Buchner Feld (Standort) | Wegkreuz                       | Holz, 1916, mit Kriegergedenktafel 1914/18 und 1939/45, 1951. | D-2-74-121-12 Wikidata | Wegkreuz                       |

### Niedererlbach
| Lage                                                                | Objekt   | Beschreibung                                                                | Akten-Nr.              | Bild |
| ------------------------------------------------------------------- | -------- | --------------------------------------------------------------------------- | ---------------------- | ---- |
| Bachstraße 2 (Standort)                                             | Wohnhaus | zweigeschossiges Gebäude mit Halbwalmdach und Traufschrot, bezeichnet 1725. | D-2-74-121-13 Wikidata | BW   |
| Moosburger Straße / am Ortsende in Richtung Obererlbach. (Standort) | Wegkreuz | Holz, 18./19. Jahrhundert.                                                  | D-2-74-121-14 Wikidata | BW   |

### Stünzbach
| Lage                  | Objekt                                      | Beschreibung                                                                                                   | Akten-Nr.              | Bild |
| --------------------- | ------------------------------------------- | --- | ---------------------- | ---- |
| Haus Nr. 5 (Standort) | Ehemaliges Wohnstallhaus eines Dreiseithofs | zweigeschossiges Gebäude mit Halbwalmdach, Blockbau-Obergeschoss und Trauf- und Giebelschrot, 18. Jahrhundert. | D-2-74-121-15 Wikidata | BW   |

### Thann
| Lage                            | Objekt                                      | Beschreibung | Akten-Nr.              | Bild           |
| ------------------------------- | ------------------------------------------- | --- | ---------------------- | -------------- |
| Pfrombacher Straße 4 (Standort) | Katholische Kirche St. Michael mit Mauer    | Saalkirche mit Westturm, Turm mit Spitzhelm, Helm bezeichnet 1908, mit Putzgliederung, spätgotischer Bau des 15. Jahrhunderts, 1708 barockisiert; mit Ausstattung; Friedhofsmauer, 18./19. Jahrhundert. | D-2-74-121-16 Wikidata | weitere Bilder |
| Pfrombacher Straße 6 (Standort) | Ehemaliges Wohnstallhaus eines Vierseithofs | zweigeschossiger Satteldachbau mit Zwerchhaus und Putzgliederung, 1907. | D-2-74-121-17 Wikidata | BW             |

### Tristl am Damm
| Lage                  | Objekt  | Beschreibung                                                 | Akten-Nr.              | Bild |
| --------------------- | ------- | ------------------------------------------------------------ | ---------------------- | ---- |
| Haus Nr. 1 (Standort) | Kapelle | kleiner massiver Satteldachbau, neugotisch, 19. Jahrhundert. | D-2-74-121-18 Wikidata | BW   |

### Vatersdorf
| Lage                                                            | Objekt                        | Beschreibung | Akten-Nr.              | Bild           |
| --------------------------------------------------------------- | ----------------------------- | --- | ---------------------- | -------------- |
| Dorfstraße 5 (Standort)                                         | Katholische Kirche St. Gregor | Saalkirche mit Westturm, spätgotischer Chor, Turm und Langhaus barock, mit Lisenen- und Putzgliederung, Turm mit Spitzhelm; mit Ausstattung. | D-2-74-121-19 Wikidata | weitere Bilder |
| Ziegeleistraße 13 / an der alten Straße nach England (Standort) | Wegkapelle                    | kleiner massiver Bau mit Satteldach, mit Lisenen und Putzgliederung in neubarocken Formen, zweite Hälfte 19. Jahrhundert.                    | D-2-74-121-20 Wikidata | BW             |

### Westendorf
| Lage                 | Objekt         | Beschreibung                                                                | Akten-Nr.              | Bild |
| -------------------- | -------------- | --------------------------------------------------------------------------- | ---------------------- | ---- |
| Osterfeld (Standort) | Lourdeskapelle | kleiner massiver Bau mit Satteldach, Ende 19. Jahrhundert; mit Ausstattung. | D-2-74-121-21 Wikidata | BW   |

## Ehemalige Baudenkmäler
In diesem Abschnitt sind Objekte aufgeführt, die früher einmal in der Denkmalliste eingetragen waren, jetzt aber nicht mehr. Objekte, die in anderem Zusammenhang also z. B. als Teil eines Baudenkmals weiter eingetragen sind, sollen hier nicht aufgeführt werden. Aktennummern in diesem Abschnitt sind ehemalige, jetzt nicht mehr gültige Aktennummern.

| Lage                                | Objekt                                            | Beschreibung                                   | Akten-Nr.             | Bild |
| ----------------------------------- | ------------------------------------------------- | ---------------------------------------------- | --------------------- | ---- |
| Buch Erlbacher Straße 37 (Standort) | Zugehöriger Bundwerkstadel                        | 19. Jahrhundert.                               | D-2-74-121-2 Wikidata | BW   |
| Buch Erlbacher Straße 39 (Standort) | Wandbild Mariä Himmelfahrt                        | zweiten Hälfte 18. Jahrhundert, am Bauernhaus. | D-2-74-121-3 Wikidata | BW   |
| Freidling Haus Nr. 1 (Standort)     | Wandbilder St. Florian und Altöttinger Gnadenbild | Mitte 19. Jahrhundert; am Bauernhaus.          | D-2-74-121-9 Wikidata | BW   |